# Brachyhypopomus bullocki
Brachyhypopomus bullocki is een vissensoort uit de familie van de Amerikaanse mesalen (Hypopomidae). De wetenschappelijke naam van de soort is voor het eerst geldig gepubliceerd in 2009 door Sullivan & Hopkins.